# 放電映像
放電映像（日语： Hōdeneizō，1979年5月—），日本插畫家。主要從事輕小說插圖工作。它具有獨特的水彩畫風格。

## 作品列表

### 插畫
- （著：高瀨悠也（日语：高瀬ユウヤ），〈富士見Fantasia文庫〉）
- 玩伴貓耳娘（著：神野奧那（日语：神野オキナ），〈MF文庫J〉）[注 1]
- 裏山的宇宙船（著：本祐一，〈Sonorama小說（日语：朝日文庫）〉）
- （著：桑島由一，〈角川Sneaker文庫〉）
- 下課後防衛隊戰爭世代（著：柿沼秀樹，〈GA文庫〉）
- 我家有個狐仙大人。[2]（著：柴村仁，〈電擊文庫〉）
- （著：火浦功，〈Sonorama小說〉）
- ICO -迷霧古城-（著：宫部美幸，〈講談社小說（日语：講談社ノベルス）〉）

### 漫畫
- —《月刊Dragon Magazine（日语：ドラゴンマガジン）》2004年7月號（富士見書房）短篇
- —《robot（日语：robot (雑誌)）》5號（WANIMAGAZINE社（日语：ワニマガジン社））→《季刊GELATIN》2011春季號（WANIMAGAZINE社）連載

### 插圖
- 武裝神姬Master Book—原創神姬的插圖
- 帕拉圖之鏈（日语：プラトニックチェーン） Selected Stories—參加選集
- 視覺書（幻冬舎）ISBN 9784344805415—參加選集
- 輕小說角色完全檔案（寶島社）ISBN 9784796647717—海報插圖。還包括關於《玩伴貓耳娘》的評論。
- 於電擊hp單元連載了帶有插圖的專欄。
- 負責廣播劇CD系列《玩伴貓耳娘》（全4卷，Geneon Entertainment）的插圖。
- 《玩伴貓耳娘 Illustration 放電映像art works》（Media Factory，2009年3月 ISBN 978-4-840-12736-3）

## 腳註

## 外部連結
- （日語）—放電映像的官方個人部落格。
- 放電映像的X（前Twitter） （日語）